# قرار مجلس الأمن التابع للأمم المتحدة رقم 1958
قرار مجلس الأمن التابع للأمم المتحدة رقم 1958، المتخذ في 15 ديسمبر 2010، بعد التذكير بالقرارات 986 (1995)، 1472 (2003)، 1476 (2003)، 1483 (2003) و1546 (2004) بشأن الوضع في العراق، أنهى المجلس الأنشطة المتبقية لبرنامج النفط مقابل الغذاء.
لقد أنهى القرار 1958، إلى جانب القرارين 1956 (2010) و1957 (2010)، بعض القيود الرئيسية المفروضة على العراق. ومع ذلك، ظلت مطالب العراق بحل الخلافات مع الكويت. رأس الاجتماع رفيع المستوى نائب رئيس الولايات المتحدة جو بايدن.
تم تمرير القرار بأغلبية 14 صوتًا مقابل لا شيء، وامتناع فرنسا عن التصويت، التي قالت إن هناك حاجة إلى ضمانات مالية إضافية.

## القرار

### أعمال
بموجب الفصل السابع من ميثاق الأمم المتحدة، طلب المجلس من الأمين العام بان كي مون إنهاء الأنشطة المتبقية لبرنامج النفط مقابل الغذاء. تم تفويضه لإنشاء حساب ضمان مع محاسبين عامين مستقلين، يتم الاحتفاظ فيه بمبلغ 20 مليون دولار أمريكي لاستخدام الأمم المتحدة حتى 31 ديسمبر 2016، والاحتفاظ بـ 131 مليون دولار أمريكي أخرى كتعويض للأمم المتحدة فيما يتعلق بالأنشطة فيما يتعلق بالبرنامج منذ إنشائه في عام 1995. كان من المقرر تحويل جميع الأموال المتبقية في الحساب الذي تم إنشاؤه بموجب القرار 1483 إلى صندوق تنمية العراق.
كما طلب القرار من الأمين العام ضمان التنفيذ الفعال للقرار وتقديم تقرير إلى المجلس.